# Chos Malal
Chos Malal est une ville d'Argentine située dans le nord de la province de Neuquén. Elle est le chef-lieu du département de Chos Malal.
Elle est construite sur la rive gauche du Río Neuquén, sur la route nationale 40, à une trentaine de kilomètres au sud-ouest du Volcan Tromen, à une altitude de 807 mètres.

## Histoire
La ville fut fondée le 4 août 1887 par le colonel Manuel José Olascoaga, à partir d'un fortin militaire. Elle fut la première capitale du Territorio del Neuquén), et ce jusqu'en 1904, année où les autorités provinciales furent transférées dans la ville de Neuquén.

## Population
La ville comptait 11.361 habitants en 2001, en augmentation de 33,2 % par rapport aux 8.529 du recensement antérieur de 1991.